# Josef Fanta (voják)
Plukovník Josef Fanta (31. srpna 1894 Křešín – 1995 Brno) byl legionář, důstojník československé armády, odbojář z období druhé světové války.

## Život

### Mládí a první světová a ruská občanská válka
Josef Fanta se narodil 31. srpna 1894 v Křešíně v dnešním pelhřimovském okrese. Mezi lety 1904 a 1907 se učil v měšťanské škole ve Vlašimi, mezi lety 1908 a 1911 pak obchodníkem v Praze. Do vojenské služby byl povolán 26. října 1914 k zeměbraneckému pluku a výcvik prodělal v Čáslavi. V březnu 1915 byl odvelen na ruskou frontu, kde již na konci téhož měsíce padl do zajetí u Svidníku. 1. dubna 1917 vstoupil do Československých legií a v květnu téhož roku nastoupil k výcviku u Bobrujsku. Zúčastnil se bitvy u Zborova, při obraně Transsibiřské magistrály mimo jiné velel granátníkům na obrněném vlaku Orlík. V roce 1919 absolvoval důstojnickou školu a získal hodnost podporučíka. Po absolvování celé Sibiřské anabáze na lodi Edelyn odplul z Vladivostoku a do Československa dorazil v srpnu 1920.

### Mezi světovými válkami
Po příjezdu do vlasti byl Josef Fanta povýšen na poručíka a nastoupil do služby k pěšímu pluku v Brně. Od roku 1922 působil u hraničářského praporu v Českých Velenicích, a poté již jako kapitán ve Vimperku. V srpnu 1924 se vrátil do Brna. Zde si doplnil vzdělání, složil maturitu a povýšil postupně do hodnosti majora. V roce 1935 byl převelen k pěšímu pluku do Bratislavy na pozici zástupce velitele praporu. 18. 12. 1936 byl jmenován velitelem praporu Stráže obrany státu Bratislava a zároveň vojensko-technickým referentem u hlavního okresního politického úřadu tamtéž. Za službu u SOS si vysloužil kladná hodnocení a v roce 1937 byl povýšen na podplukovníka. Po vzniku Slovenského státu byl v roce 1939 dán jeho vládou k dispozici pražskému ministerstvu národní obrany.

### Druhá světová válka
Po vzniku protektorátu pracoval Josef Fanta u Zemského úřadu pro válečné poškozence v Brně. Navázal kontakt s Obranou národa, ale záhy jej díky rozsáhlému zatýkání zase ztratil. 6. ledna 1941 byl zatčen Gestapem i on a vězněn nejprve na Kounicových kolejích a později na Pankráci. Pro nedostatek důkazů byl nakonec propuštěn, byl ale sledován. Proto se odstěhoval do Práchňan a živil se jako malorolník. V dubnu 1945 organizoval na Ledečsku rotu Národní stráže, se kterou internoval Němce a přehrazoval ústupové komunikace Wehrmachtu záseky čímž umožňoval jejich dostižení Rudou armádou. Poté prováděl čištění lesů od nepřítele a podpořil partyzánskou skupinu Lukavec v bojích u Jedliny.

### Po druhé světové válce
Ještě před koncem května 1945 opět vstoupil do činné vojenské služby. Velel praporu středoškoláků, posléze byl odeslán na Slovensko, kde se v roce 1946 účastnil zajišťování východních hranic proti pronikání Banderovců. Poté sloužil v Brně jako zpravodajský důstojník a zatímní velitel pěšího praporu v Uherském Hradišti. Po Únoru 1948 vstoupil do KSČ a byl povýšen na plukovníka. Jeho syn Lubor Fanta se v roce 1950 neúspěšně pokusil opustit republiku což pro Josefa Fantu znamenalo přeložení do výslužby. V roce 1953 mu byl z politických důvodů razantně snížen důchod, po odvolání mu byl vrácen a v roce 1990 byl Josef Fanta rehabilitován. V roce 1994 byl jako jeden z posledních žijících legionářů zachycen v dokumentu Zač jsme bojovali. Zemřel v Brně v roce 1995.

## Rodina
Pocházel z rolnické rodiny. V roce 1925 se oženil s Annou Jáhnovou. V roce 1926 se mu narodila dcera Zdenka, v roce 1928 syn Vladimír a v roce 1931 syn Lubor. Syn Lubor se v roce 1950 pokusil emigrovat, ale byl díky oznámení vedoucího hotelu v Kašperských Horách zadržen. Pro nedostatek důkazů byl i díky přispění svého otce propuštěn. Druhý pokus v roce 1951 se mu již zdařil. Poté se přihlásil u francouzské rozvědky a po vyškolení působil jako agent chodec. Po likvidaci jeho skupiny v roce 1953 nejsou zprávy, že by se na československé území ještě vrátil. Odstěhoval se do USA, kde v roce 1956 absolvoval vojenskou službu.